# تلوين مشتت

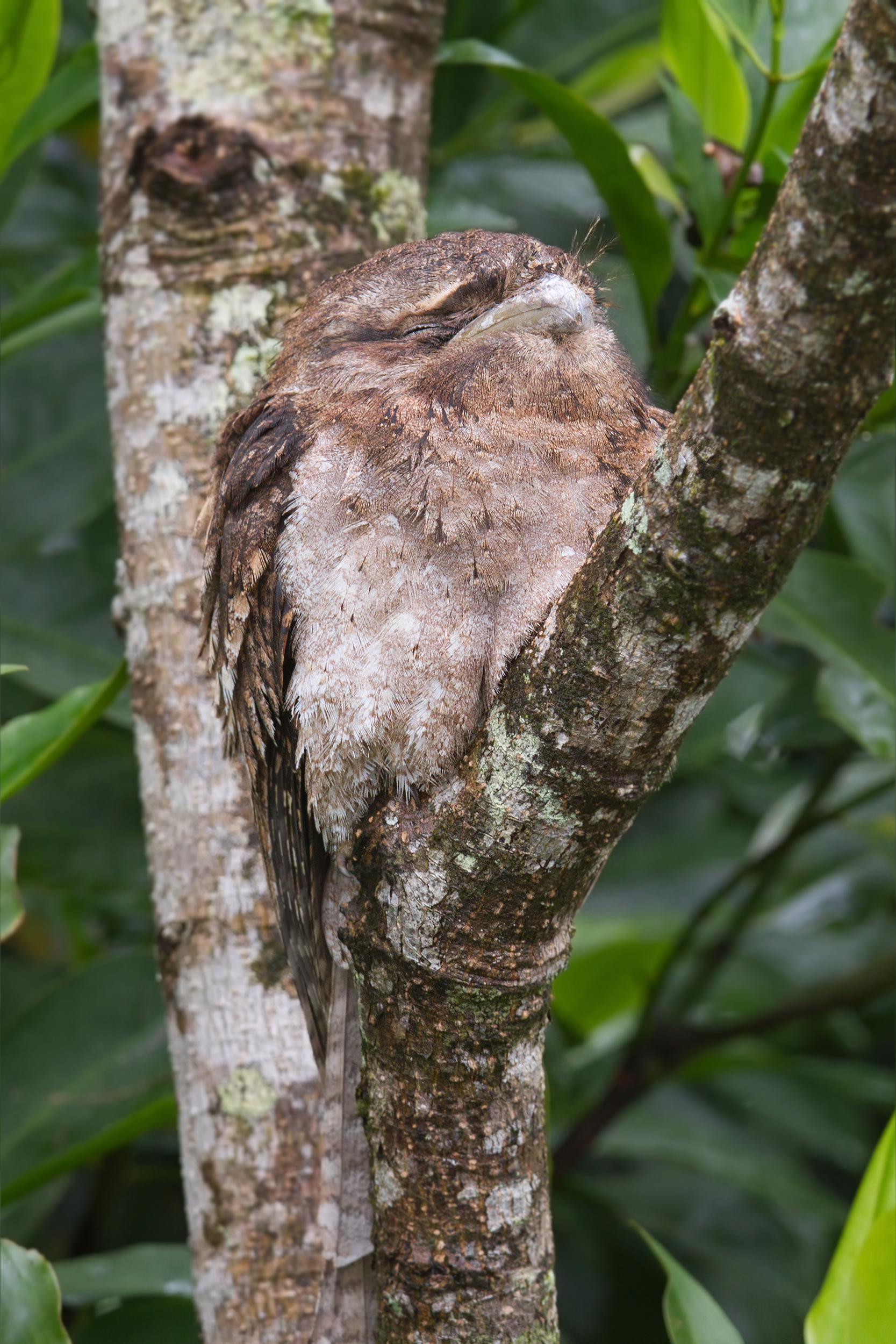
يعد تلوين فم الضفدع البابواني (Podargus papuensis)، مع خطوطه الممزوجة بريشه، وعينيه المخفيتين في خطوط، يعد تكيفا فعال ضد الحيوانات المفترسة.

التلوين التشتتي أو التلون المفكك (المعروف أيضًا بالتمويه المعطل أو النمط المعطل) هو شكل من أشكال التمويه يعمل عن طريق كسر خطوط حيوان أو جندي أو مركبة عسكرية بنمط متباين بشدة. غالبًا ما يتم دمجه مع طرق أخرى من التخفي بما في ذلك مطابقة لون الخلفية والتظليل المضاد؛ الحالات الخاصة هي التلوين التشويشي المتزامن وقناع العين التشويشي الذي يُرى في بعض الأسماك والبرمائيات والزواحف. يبدو الأمر متناقضًا كطريقة لعدم الرؤية، لأن تعطيل الخطوط يعتمد على التباين العالي، وبالتالي فإن بقع اللون نفسها ملفتة للنظر.
توقع أهمية الأنماط ذات التباين العالي للتشتيت الناجح بشكل عام من قبل الفنان أبوت ثاير في عام 1909 وصراحة من قبل عالم الحيوان هيو كوت في عام 1940. وقد بدأت الأبحاث التجريبية اللاحقة في تأكيد هذه التوقعات. تعمل الأنماط المشتتة بشكل أفضل عندما تتطابق جميع مكوناتها مع الخلفية.
في حين أن مطابقة الخلفية تعمل بشكل أفضل لخلفية واحدة، فإن التلوين المشتت يعتبر استراتيجية أكثر فعالية عندما يكون للحيوان أو المركبة العسكرية مجموعة متنوعة من الخلفيات.
وعلى العكس من ذلك، فإن الحيوانات السامة أو المزعجة التي تعلن عن وجودها بتلوين تحذيري تستخدم أنماطًا تبرز بدلاً من تعطيل خطوطها العريضة. على سبيل المثال، تمتلك الظربان والسلمندر وفراشات الملك جميعها أنماطًا عالية التباين تعرض خطوطها العريضة.

## الابحاث المبكرة
الفنان أبوت هندرسون ثاير، في كتابه لعام 1909 "التلوين الإخفائي في مملكة الحيوان"، جادل بأن الحيوانات تُخفى بمزيج من التظليل المضاد وعلامات "التشتيت" التي تعمل معًا على "محو" ظلها الذاتية وشكلها. شرح ثاير أن:
"العلامات ... من أي نوع كانت ، تميل إلى الإخفاء - إلى إلغاء، من خلال نمطها المنفصل والمتضارب، رؤية تفاصيل وشكل الشكل .... إذا كان زي الطائر أو الفراشة يتكون من أنماط متناقضة حادة من الضوء والظلام، بنسب متساوية تقريبًا، فسيتم "كسر" محيطه مقابل كل من الضوء والظلام - حيث يفشل الضوء في الظهور ضد الضوء، والظلام ضد الظلام. يبدو أن هذا هو الاستخدام الأساسي والسائد لجميع الأنماط الجريئة في أزياء الحيوانات."

ـــــ ثاير
قدم كتاب هيو كوت لعام 1940 بعنوان "التلوين التكيفي للحيوانات" أفكارًا مثل "التباين المعطل الأقصى". يستخدم هذا الخطوط ذات الألوان المتناقضة الجريئة، والتي تجعل الحيوانات أو المركبات العسكرية بشكل متناقض أقل ظهوراً عن طريق تكسير خطوطها العريضة. يوضح أنه في الظروف المثالية، فإن تطابق لون الخلفية مع التظليل المضاد "يكفي لجعل الحيوان غير مرئي تمامًا مقابل خلفية عادية"، لكنه يضيف على الفور أن الظروف نادراً ما تكون مثالية، حيث تتغير باستمرار، مثل الضوء. لذلك، يجادل كوت بأن التمويه يجب أن يمزق الأسطح المستمرة المدركة لجسم ما وخطوطه العريضة. على حد قوله، "لإخفاء فعال، من الضروري تدمير المظهر المميز للشكل". يرسم قياسًا مع نشال يصرف انتباهك بعناية، بحجة أن:
"وظيفة النمط المعطل هي منع، أو تأخير قدر الإمكان، التعرف الأول على شيء ما عن طريق البصر ... تميل بقع غير منتظمة من الألوان والألوان المتناقضة إلى لفت انتباه المراقب وإبعاد انتباهه عن الشكل الذي تحمله."

ـــــ كوت
علاوة على ذلك ، ينتقد كوت محاولات التمويه غير العلمية، في وقت مبكر من الحرب العالمية الثانية، لعدم فهم المبادئ المطبقة:
تُظهر محاولات التمويه المتنوعة الأخيرة للدبابات والسيارات المدرعة وأسطح المباني باستخدام الطلاء فشلًا شبه كاملًا من قبل المسؤولين عن فهم العامل الأساسي في إخفاء استمرارية السطح ومحيطاته. يجب تنفيذ هذا العمل بشجاعة وثقة، لأنه على مسافة قريبة ستظهر الأشياء التي يتم التعامل معها بشكل صحيح بشكل ملحوظ. لكنها ليست مطلية للخداع عن قرب، ولكن على مسافات حيث ... من المحتمل أن تحدث غارات القصف ... وعلى هذه المسافات، فإن اختلافات اللون ... تمتزج وبالتالي تلغي التأثير وتجعل العمل عديم الفائدة عمليًا.

ـــــ كوت
العمل الرائد الذي قام به ثاير وكوت تم تأييده في مراجعة عام 2006 للتلون التشويشي التي أجراها مارتن ستيفنز وزملاؤه، والتي تشير إلى أنهم اقترحوا "شكلاً مختلفًا من التمويه" عن "استراتيجية مطابقة الخلفية" التقليدية التي اقترحها مؤلفون مثل ألفريد راسل والاس (الداروينية، 1889)، إدوارد باجنال بولتون (ألوان الحيوانات [الإنجليزية]، 1890) وفرانك إيفرز بيدارد [الإنجليزية] (تلون الحيوانات [الإنجليزية]، 1895)؛ يلاحظ ستيفنز أن مطابقة الخلفية بمفردها ستفشل دائمًا بسبب "انقطاعات بين حدود الحيوان والخلفيّة".

## في الحيوانات

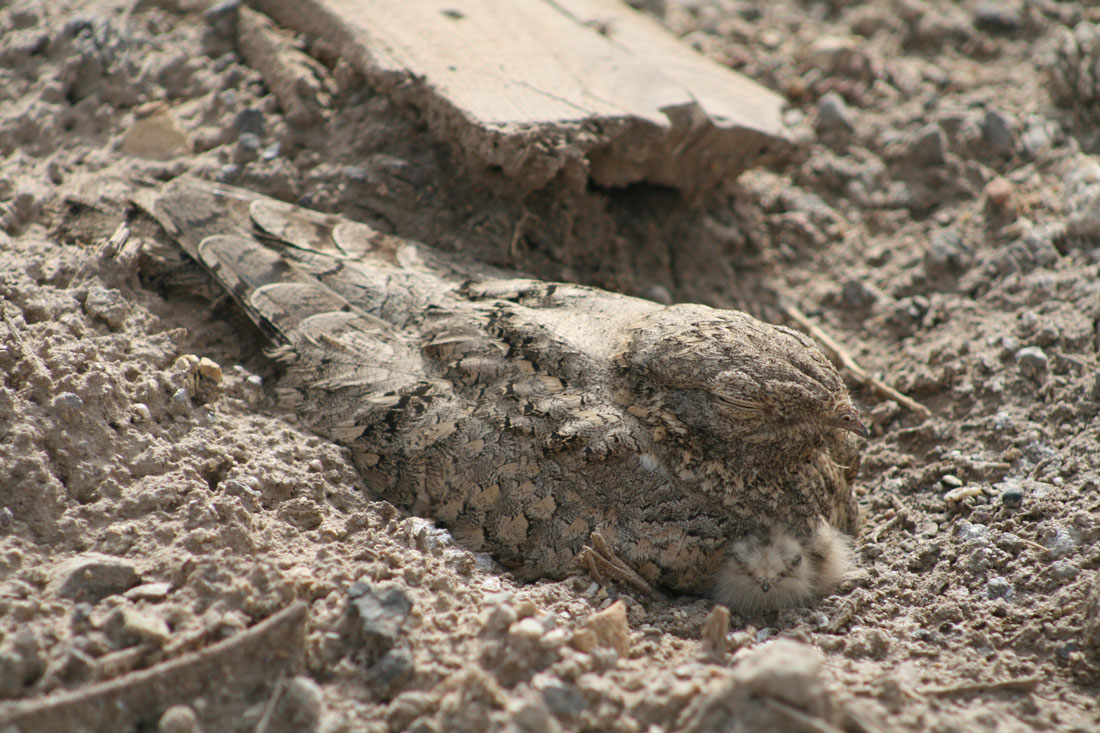
طائر السبد المصري، Caprimulgus aegyptius، يستريح على الرمال، محميا بتمويهه وثباته واختباء الظل أثناء مواجهة الشمس.

تستخدم الأنماط التشويشية علامات متناقضة بقوة مثل البقع أو الخطوط لتكسير ملامح جسم الحيوان أو المركبة العسكرية. تستخدم بعض الحيوانات المفترسة، مثل النمر، وبعض الفرائس المحتملة، مثل طائر السبد المصري، أنماط التشويش. تُعرف الأنماط التشويشية من قبل أ. باربوسا وزملائه بأنها "تتميز بوجود بقع فاتحة اللون وأخرى داكنة عالية التباين، في تكوين غير متكرر، توفر أيضًا التمويه عن طريق تعطيل الشكل أو اتجاه الحيوان المميز"، كما هو الحال في الحبار.

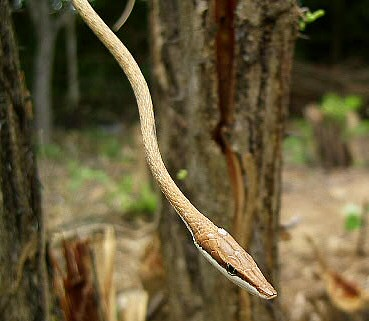
ثعبان الكرمة المكسيكي، يخفي عينه بخط داكن متزامن، يتناقض مع بطنه الشاحب.

تبدو الاستراتيجية متناقضة وغير بديهية كطريقة للتمويه، حيث يعتمد تعطيل الخطوط العريضة على استخدام بقع لونية تتناقض بشدة مع بعضها البعض، وبالتالي فإن البقع نفسها ملفتة للنظر. بينما تعمل مطابقة الخلفية بشكل أفضل لخلفية واحدة، فإن التلوين التشويشي يعد استراتيجية أكثر فعالية عندما يكون الحيوان أو المركبة العسكرية عرضة لتغييرات في الخلفية.

يعتمد كل من التمويه التشويشي والتمويه الإلهائي على علامات ملفتة للنظر، ولكنهما يختلفان في آلياتهما، وبالتالي يختلفان في حجم وموضع العلامات لتحقيق أقصى قدر من الفعالية.

قام مارتن ستيفنز وزملاؤه في عام 2006 بما اعتقدوا أنه أول اختبار تجريبي يُظهر أن "التلوين التشويشي فعال حتى عندما لا تتطابق بعض بقع اللون مع الخلفية وتتباين بشكل كبير مع كل من الخلفية وعناصر النمط المجاورة (التباين التشويشي)". لقد استخدموا "أهداف تشبه العثة"، بعضها يتطابق مع لمعان لحاء شجرة البلوط الخلفية، والبعض الآخر لا يتطابق معه، وكل منها يحتوي على يرقة دودة قاتلة. إذا تمت إزالة اليرقة، فقد افترضوا أن طائرًا مفترسًا قد أخذها: يمكن تمييز هذا عن زيارات الحيوانات المفترسة الأخرى. وجدوا أن التلوين التشويشي يوفر أفضل حماية من الطيور المفترسة عندما يتطابق النمط مع إضاءة الخلفية، ولكن حتى عندما لا تتطابق عناصر في النمط، فإن الأنماط التشويشية لا تزال أفضل في تقليل الافتراس من الأنماط غير التشويشية أو أهداف التحكم البسيطة (غير المخططة).

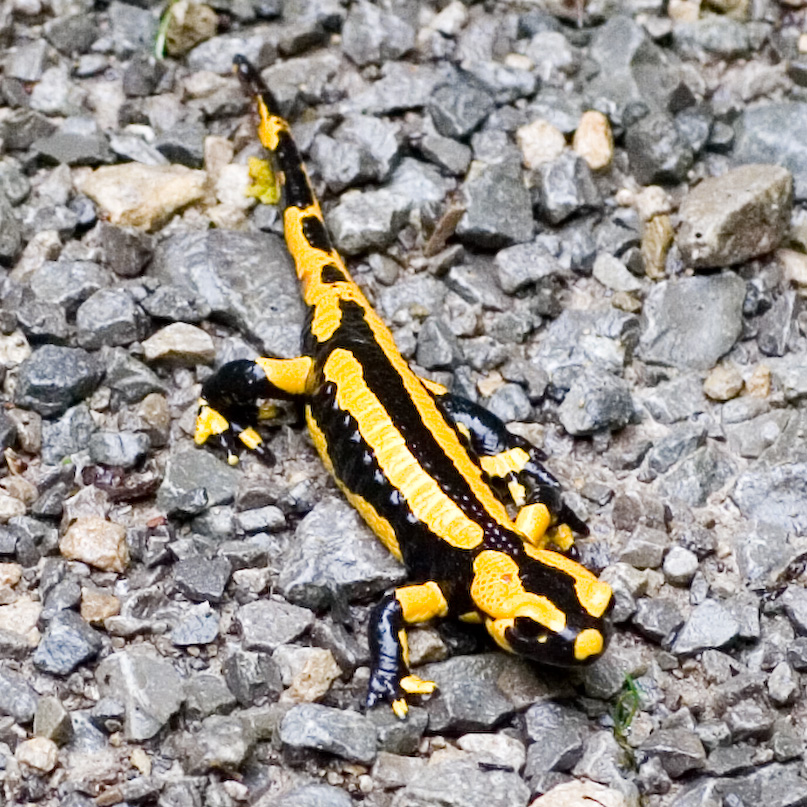
عكس التعطيل: السمندل الناري، يعلن عن عدم قابليته للأكل بألوان تحذيرية زاهية، في بقع تُبرز شكل جسمه.

أنماط التشويش يمكنها أيضًا إخفاء ميزات معينة. يمكن اكتشاف الحيوانات مثل الأسماك والطيور والضفادع والثعابين بسهولة من خلال عيونها، التي يجب أن تكون مستديرة ومظلمة. يخفي العديد من الأنواع العين بقناع تشويشي للعين، يتناقض أحيانًا مع خط فوق العين، مما يجعلها تبدو وكأنها جزء من منطقة مظلمة من الخلفية. أطلق كوت على هذا الاسم حالة خاصة لـ "نمط التشويش المتزامن".
آلية تمويه أخرى، وهي العلامات المشتتة للانتباه [الإنجليزية]، تنطوي أيضًا على علامات بارزة وقد تم الخلط بينها وبين التشويش منذ قرن منذ وصف ثاير الأولي، لكن الاثنين يتطلبان أنواعًا مختلفة من العلامات. بالنسبة للإلهاء، يجب أن تكون العلامات صغيرة ويجب تجنب محيط الفريسة لصرف الانتباه عنها، بينما يجب أن تتلامس العلامات التشويشية مع المحيط لتفكيكه.

### الحالة المعاكسة: التحذير اللوني
تستخدم العديد من الحيوانات السامة أو الكريهة الرائحة والتي تعلن عن وجودها بتلوين تحذيري (الإشهار الوقائي) أنماطًا تبرز محيطها بدلاً من إخفائه. على سبيل المثال، تمتلك الظربان والسمندر والفراشات الملكية أنماطًا عالية التباين تعرض محيطها. تستغل أنماط الإعلان هذه المبدأ المعاكس للتلوين التشويشي، لتحقيق تأثير معاكس تمامًا: جعل الحيوان أكثر وضوحًا قدر الإمكان. بعض حرشفيات الأجنحة، بما في ذلك عثة النمر الخشبية [الإنجليزية]، لها إشهار وقائي وتلوين تشويشي؛ حيث يبرز لونها التحذيري المضيء على خلفية خضراء نباتية، لكن على الأرض تتنكر أجنحتها بين الأوراق الميتة والأوساخ.

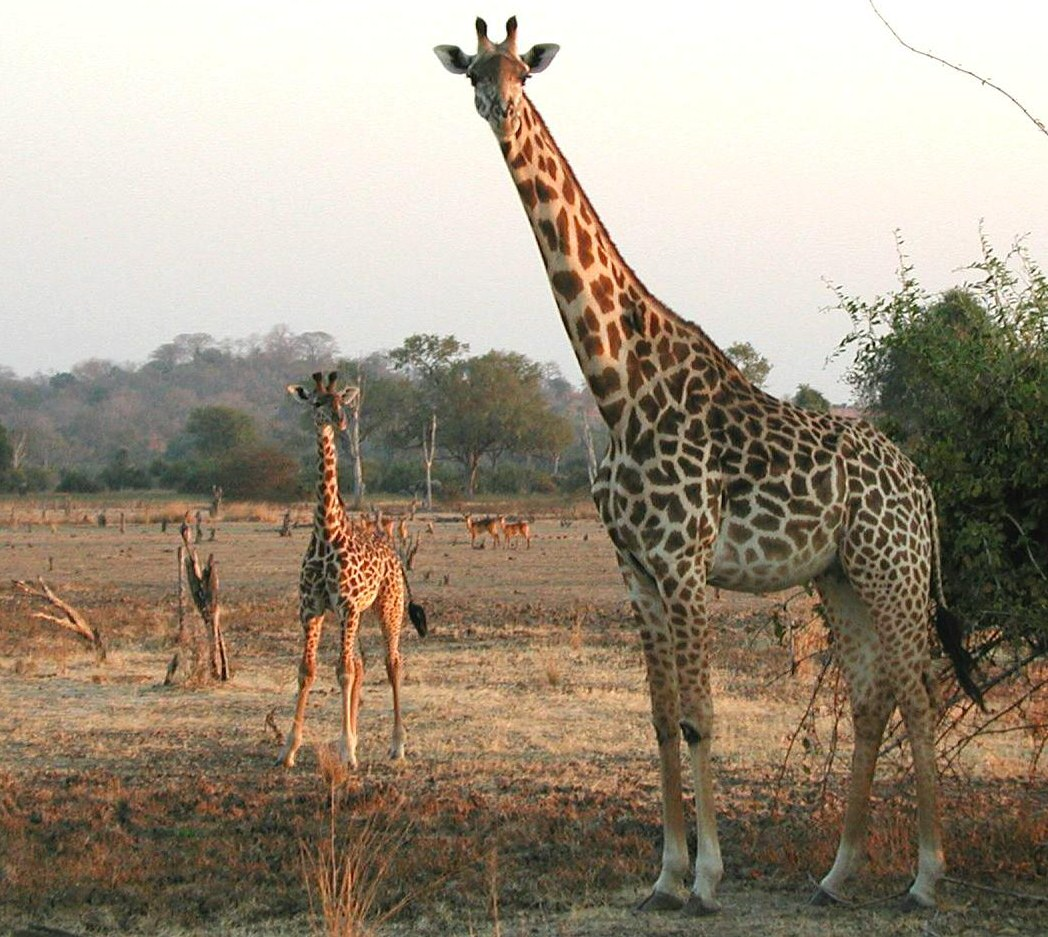
يمكن للأم الزرافة البارزة أن تدافع عن نفسها، لكن يعتمد صغارها على التمويه.

### حالة متنازع عليها: الزرافة
وجود علامات مميزة جريئة لا يثبت في حد ذاته أن الحيوان يعتمد على التمويه. وفقًا لميتشل، فإن الزرافات البالغة "لا يمكن إنكارها ملفتة للنظر"، مما يجعل الاستنتاج بأن أنماطها مخصصة للتمويه تبدو غير بديهية: لكن عند الوقوف بين الأشجار والشجيرات، يكون تمويهها فعالًا حتى على بُعد بضعة أمتار.

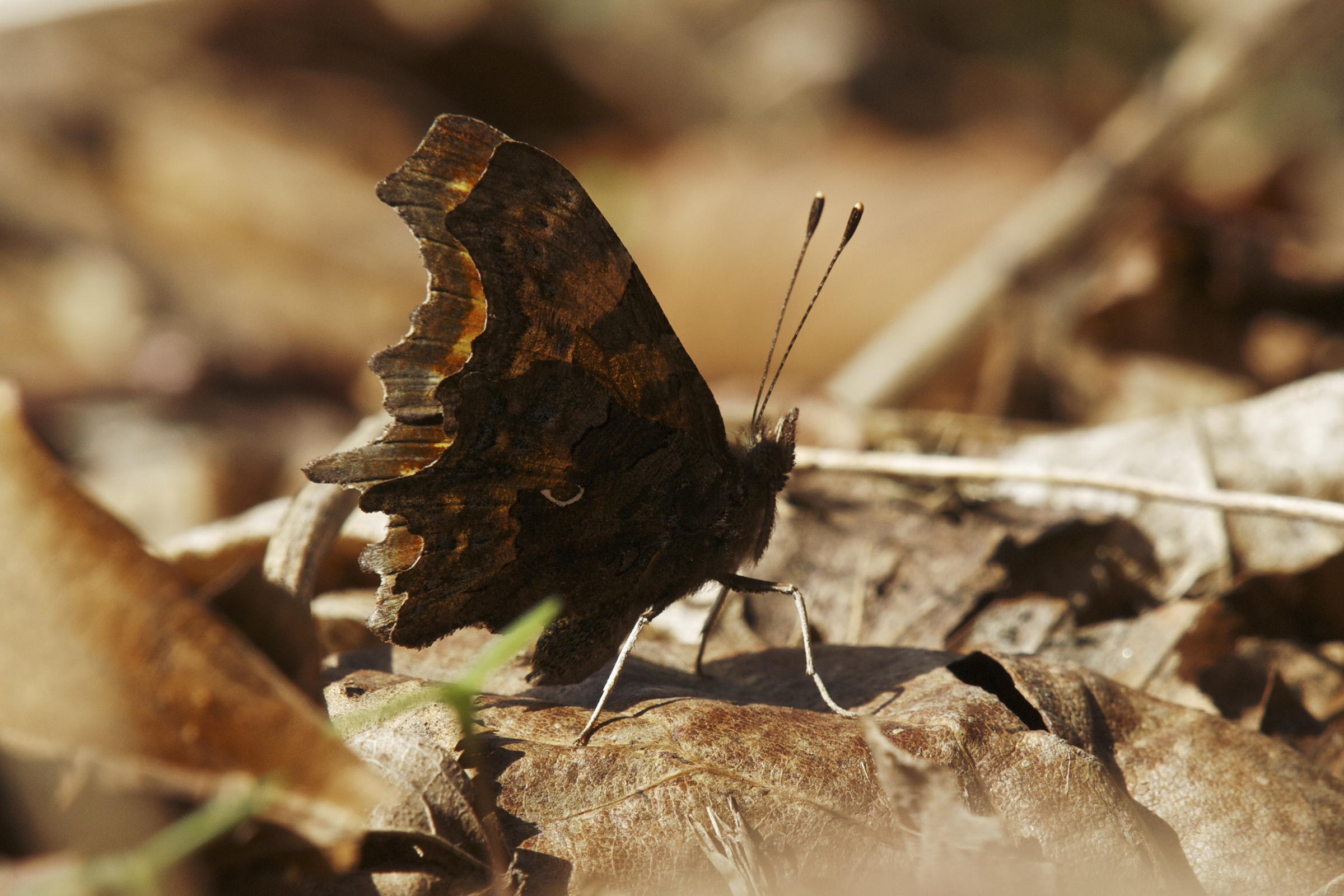
الفراشة الفاصلة ذات الخطوط غير المنتظمة تتجنب الشكل النموذجي للفراشة.

علاوة على ذلك، فإن الزراف الصغيرة أكثر عرضة للافتراس من البالغين: حيث يموت ما بين 60٪ و 75٪ من الصغار في غضون عام واحد. تخفي الأمهات صغارهن، الذين يقضون معظم الوقت مستلقين في مخبأ. وبما أن وجود الأم لا يؤثر على البقاء على قيد الحياة، يقترح ميتشل أن الزراف الصغيرة يجب أن تكون مموهة بشكل جيد للغاية. ويعزز هذا من خلال حقيقة أن علامات الفراء موروثة بقوة. وعلى العكس من ذلك، وبغض النظر عن الاختباء، تتحرك الزرافات البالغة للحصول على أفضل رؤية للحيوان المفترس المقترب، معتمدة على حجمها وقدرتها على الدفاع عن نفسها حتى من الأسود.

### طرق أخرى لإخفاء الخطوط العريضية
يمكن جعل من الصعب رؤية الخطوط العريضية لجسم الحيوان بطرق أخرى، مثل استخدام مخطط شديد عدم الانتظام. على سبيل المثال، تكون فراشة الفاصلة، مخفية للغاية عندما تكون أجنحتها مغلقة، وذلك بفضل ألوانها المموهة وأنماطها التشويشية والحواف الخارجية غير المنتظمة لأجنحتها.

## في النباتات

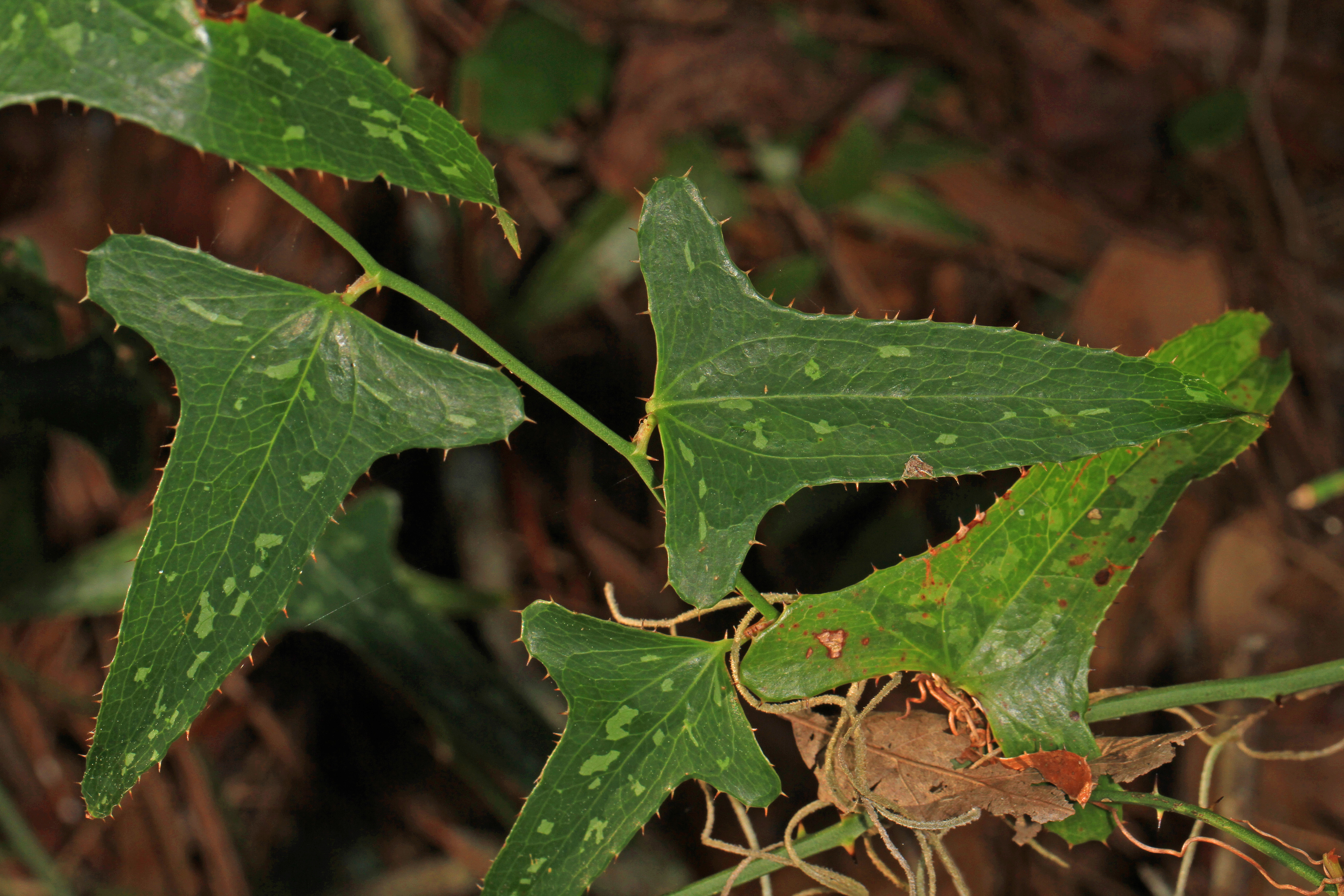
العديد من نباتات الطبقة السفلية مثل المنشار الأخضر، سميلاكس بونا نوكس تبرقش مع علامات باهتة قد تعمل كتمويه.

دراسة إمكانية وجود التلوين الوقائي في النباتات قليلة. اقترح تي. جيه جيفنيش وسيمحا ليف-يادون أن تفتيح الأوراق ببقع بيضاء قد يعمل كتمويه لنباتات الغابات الداخلية، حيث توجد خلفية منقوشة. ومع ذلك ، اقترح ليف-يادون أيضًا أن العلامات المماثلة تعمل بمثابة تحذير ملحوظ في النباتات الشائكة ذات الدفاع الجيد في البيئات المفتوحة، حيث تكون الخلفية ساطعة بشكل موحد. وجد جيفنيش ارتباطًا بين تبرقش الأوراق والموائل المغلقة. سيكون للتمويه التعطيلي ميزة تطورية واضحة في النباتات: حيث تميل إلى تجنب الافتراس من قبل الحيوانات العاشبة؛ والفرضية قابلة للاختبار.

## الاستخدام العسكري

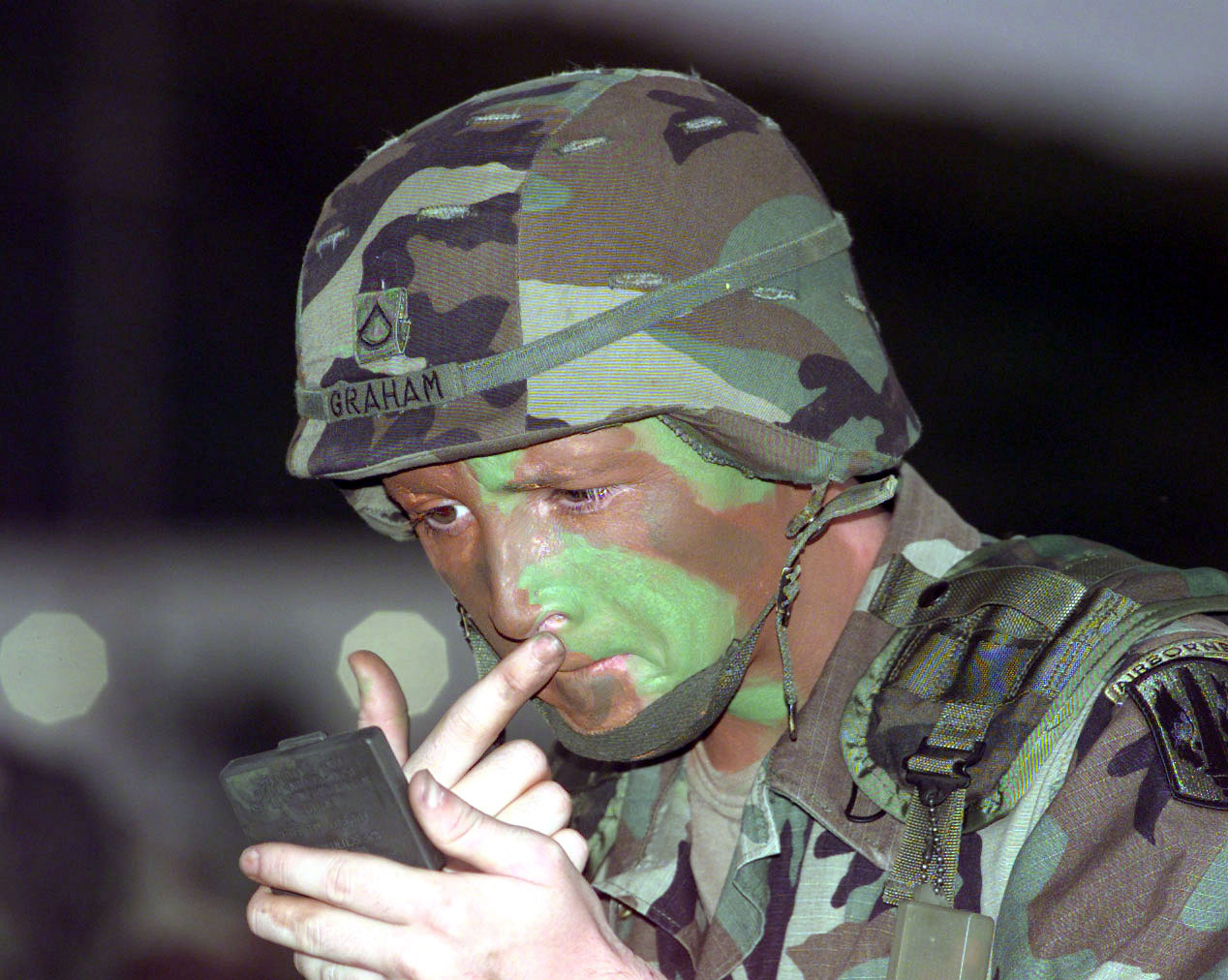
جندي يطبق نمطًا مُشوشًا على وجهه، وخوذته وسترة كلاهما بنمط مُشوش.

التشويش اللوني شائع في الاستخدام العسكري، حيث يتم استخدامه للمركبات العسكرية ومواقع إطلاق النار والمنشآت الأخرى والجنود الأفراد، حيث يمكن استخدام الزي الرسمي والمعدات مثل الخوذات وطلاء الوجه لتكسير الخطوط العريضة والملامح. ومع ذلك، لا يحقق التشويش اللوني التمويه دائمًا بمفرده، حيث يمكن الكشف عن حيوان أو هدف عسكري من خلال عوامل أخرى بما في ذلك الشكل واللمعان والظل.
تم استخدام أنماط التمويه التشويشي في الجيش منذ أربعينيات القرن الماضي، ومع إصدار نمط الغابات الأمريكي للقوات المسلحة الأمريكية منذ عام 1981، أصبح النمط التشويشي سمة مميزة للزي الرسمي العسكري. منذ عام 1969، بدأت مادة النمط التشويشي (DPM) تحل محل المواد العادية للزي الرسمي في القوات المسلحة البريطانية واستخدمت لاحقًا من قبل العديد من الجيوش الأخرى.

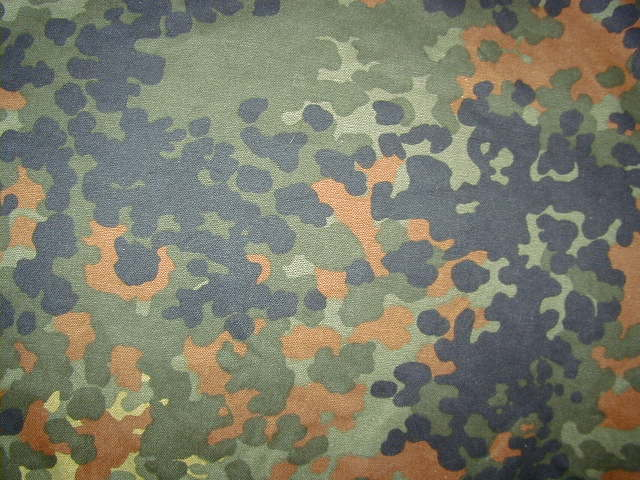
تمويه ألماني حديث من نوع فليكتارن 1990 هو نمط غير رقمي مصمم لتشتيت الخطوط العريضة على مسافات مختلفة.

### التحديات
يواجه تصميم الزي الرسمي ذي النمط التشويشي ثلاثة تحديات رئيسية. أولاً، تتحرك الوحدات بشكل متكرر من تضاريس مختلفة، حيث تختلف ألوان الخلفية والتباينات بشكل كبير. سيكون الزي الرسمي المصمم للغابات شديد التباين للعمل في الصحراء، وأخضر للغاية للاستخدام في المناطق الحضرية. لذلك، لا يوجد نمط تمويه واحد فعال في جميع التضاريس. حاولت القوات الأمريكية UCP لعام 2004 أن تناسب جميع البيئات ولكن تم سحبها بعد بضع سنوات من الخدمة. في بعض الأحيان تم تطوير أنماط خاصة بالتضاريس مثل "تمويه برلين"، الذي تم تطبيقه على المركبات البريطانية العاملة في برلين خلال الحرب الباردة، لكنها غير فعالة في التضاريس الأخرى. ثانياً، تختلف فعالية أي نمط في تشويش خطوط جنود المشاة مع الإضاءة، اعتمادًا على الطقس وارتفاع الشمس في السماء. ثالثاً، يختلف حجم أي بقعة من اللون المطبوع في المظهر حسب المسافة عن العدو الذي يراقب النمط. يمتزج النمط المطبوع بقطع صغيرة من اللون في كتلة واحدة متصورة في نطاق معين، مما يؤدي إلى إبطال التأثير التخريبي. على العكس من ذلك، يبدو النمط المطبوع ببقع كبيرة ملفتًا للانتباه في نطاقات أقصر. تم حل هذه المشكلة باستخدام أشكال بكسلية، غالبًا مصممة رقمياً، توفر نطاقًا من أحجام الرقع يشبه البعد الفركتالي، مما يسمح لها بأن تكون فعالة بشكل فعال في كل من المدى القريب والبعيد. أول نمط تمويه رقمي حقيقي كان نمط CADPAT الكندي، تلاه بعد ذلك نمط MARPAT الأمريكي. المظهر البكسللي ليس ضروريًا لهذا التأثير، على الرغم من أنه أبسط في التصميم والطباعة.

## أمثلة على التلوين المشتت

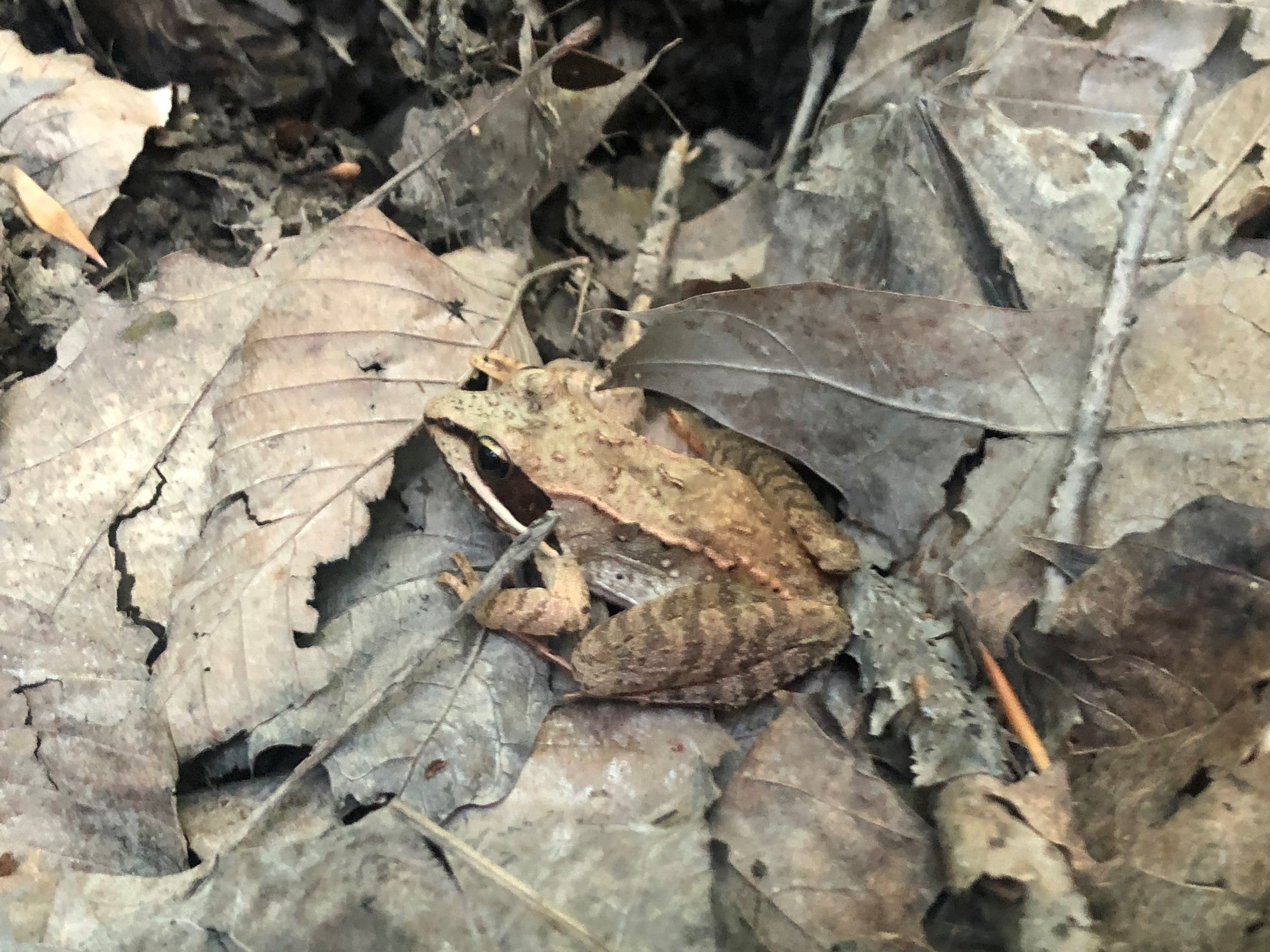
ضفدع حرجي بين الأوراق المقطوعة
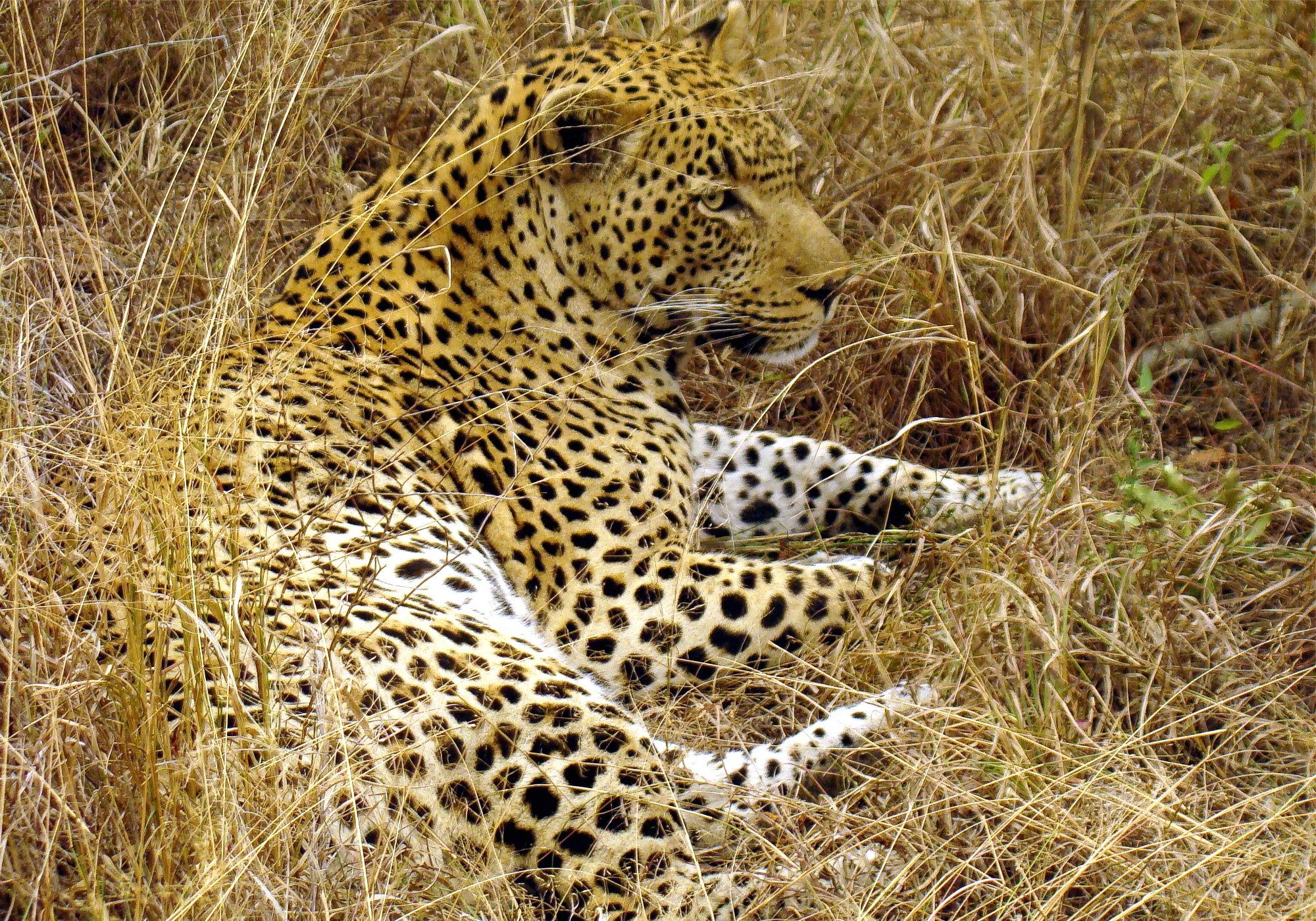
النمر: مفترس مخفي بشكل مفاجئ (ومتضارب)
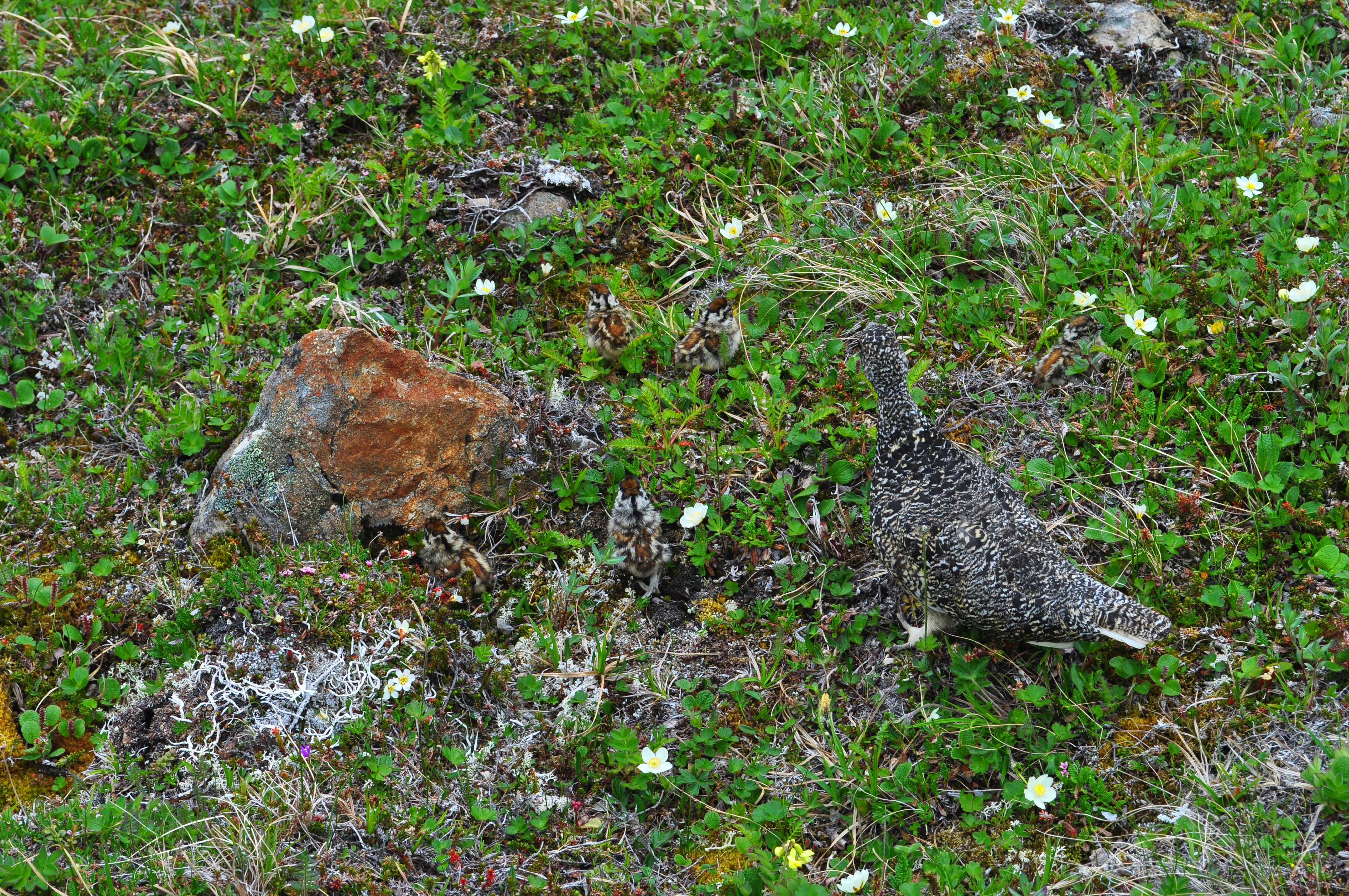
ترمجان و خمسة طيور مع تمويه تخريبي استثنائي
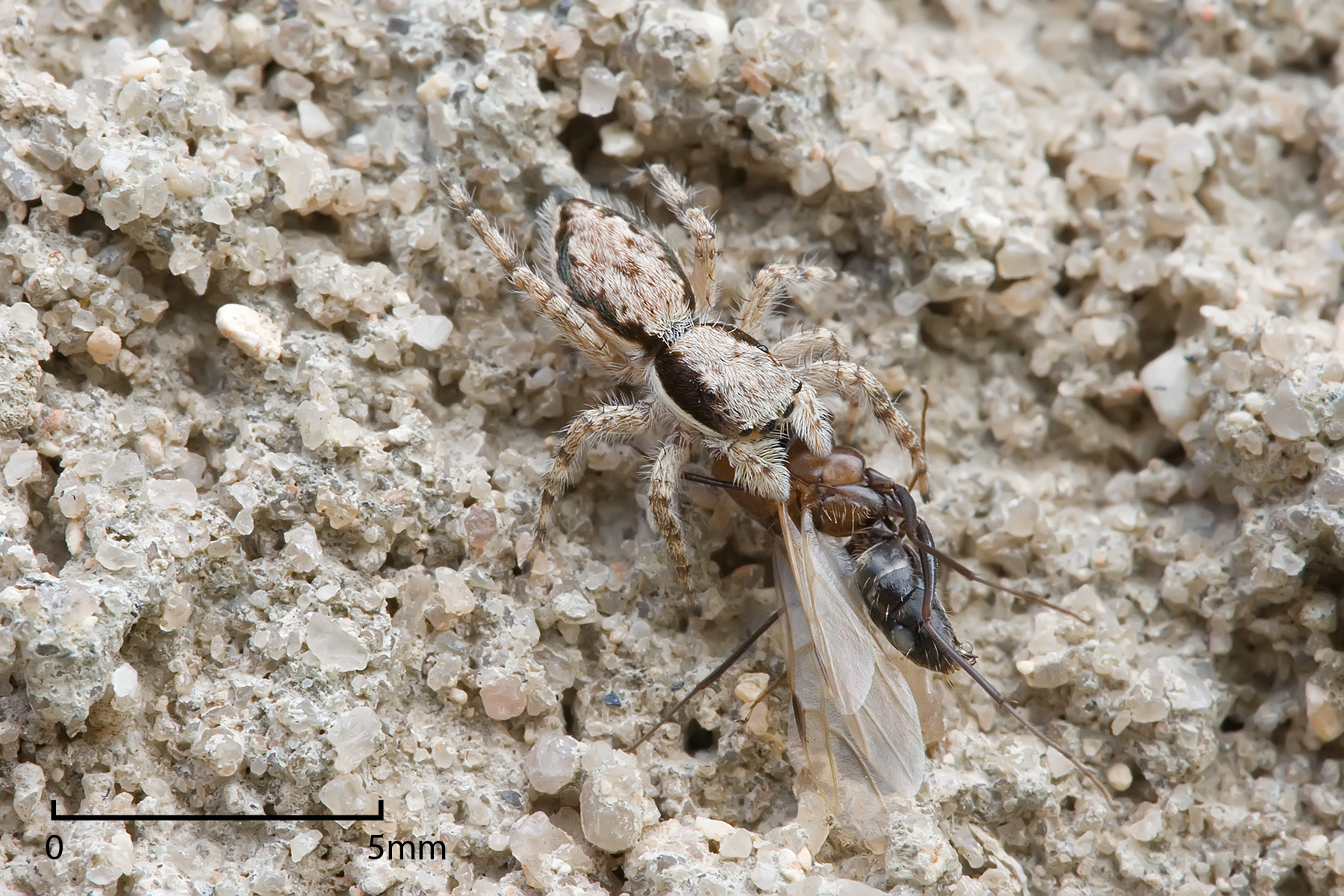
العناكب القافزة: حيوان مفترس من اللافقاريات مموه بشكل مشتت
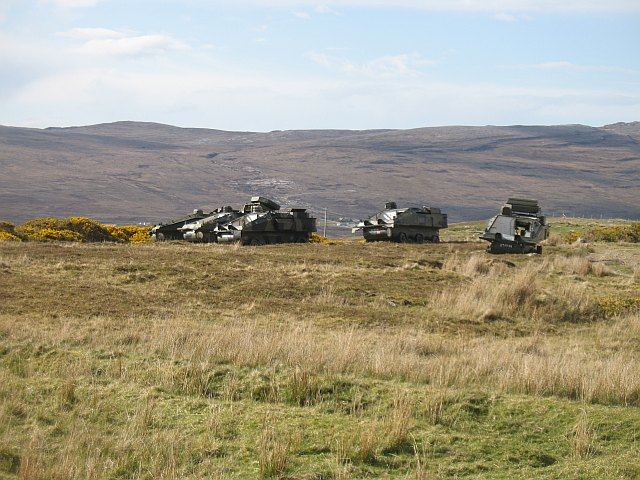
"الشكل، اللمعان، الظل" يجعل هذه المركبات العسكرية "المموّهة" مرئية بسهولة، ولا يتمّ تعطيل خطوطها العريضة.
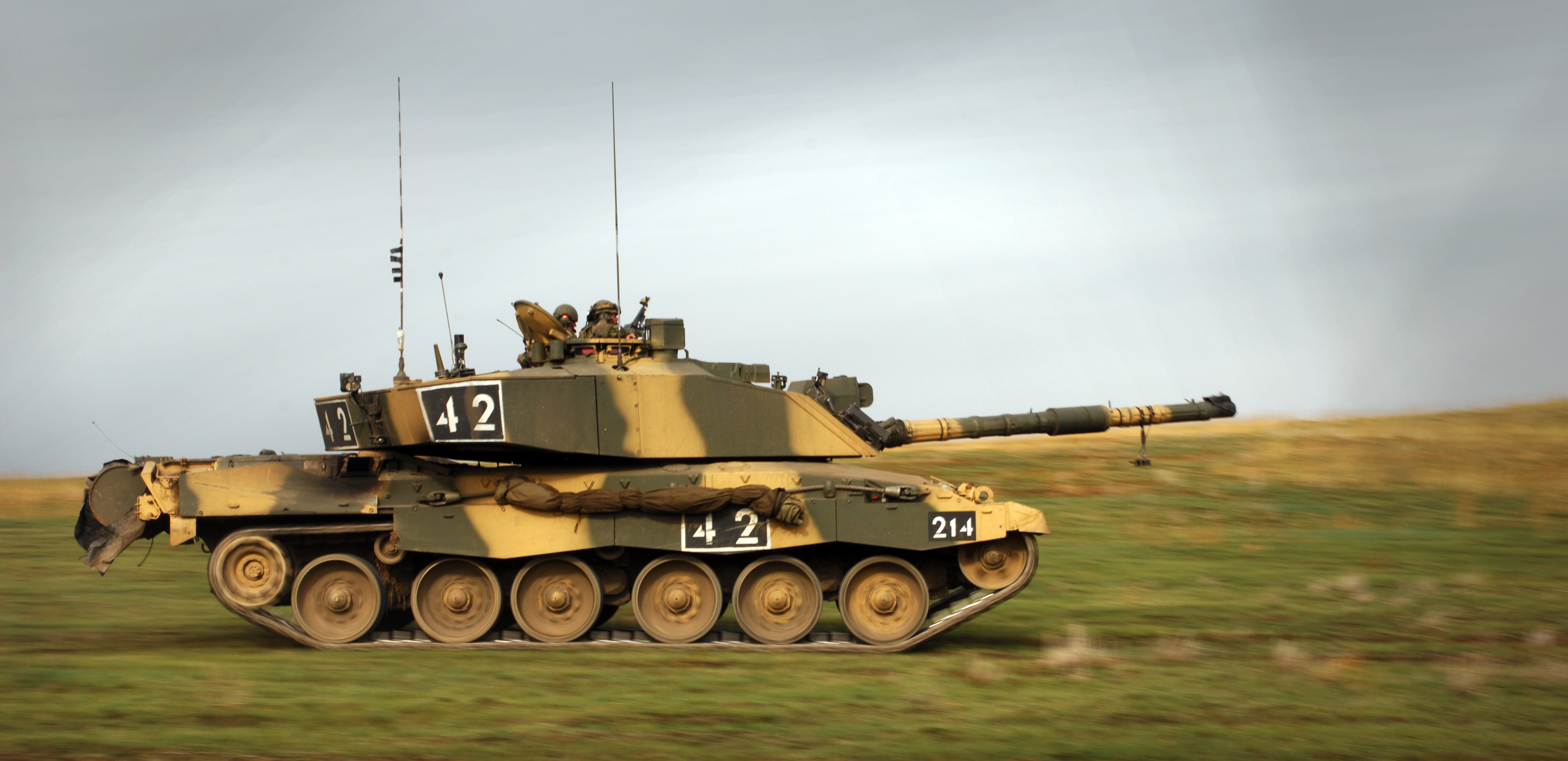
دبابة تشالنجر 2 بريطانية مطلية بنمط تمويه جريء من الرمال والأخضر.
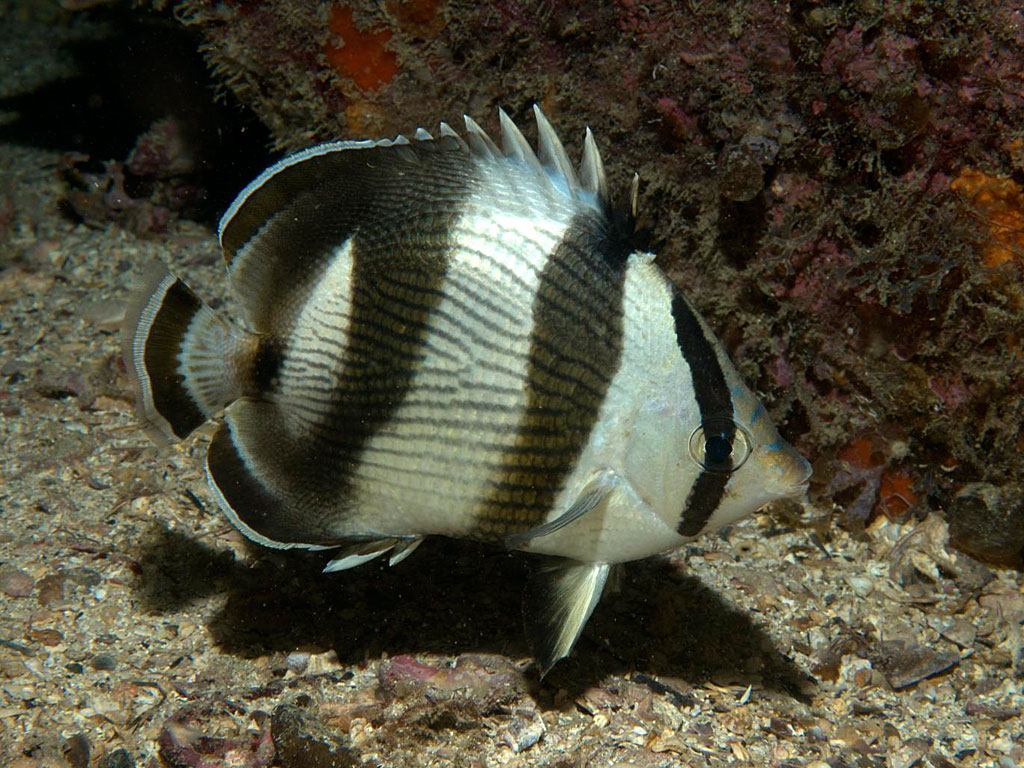
سمكة الفراشة ذات الخطوط، Chaetodon striatus، تتميز بوجود خطوط قوية ومتقطعة على جسمها تخفي عينها.
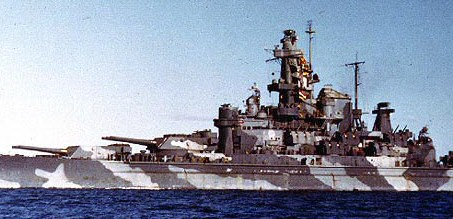
البارجة الأمريكية ألاباما وهي مرتدية زي التمويه البحري رقم 12 خلال الحرب العالمية الثانية.
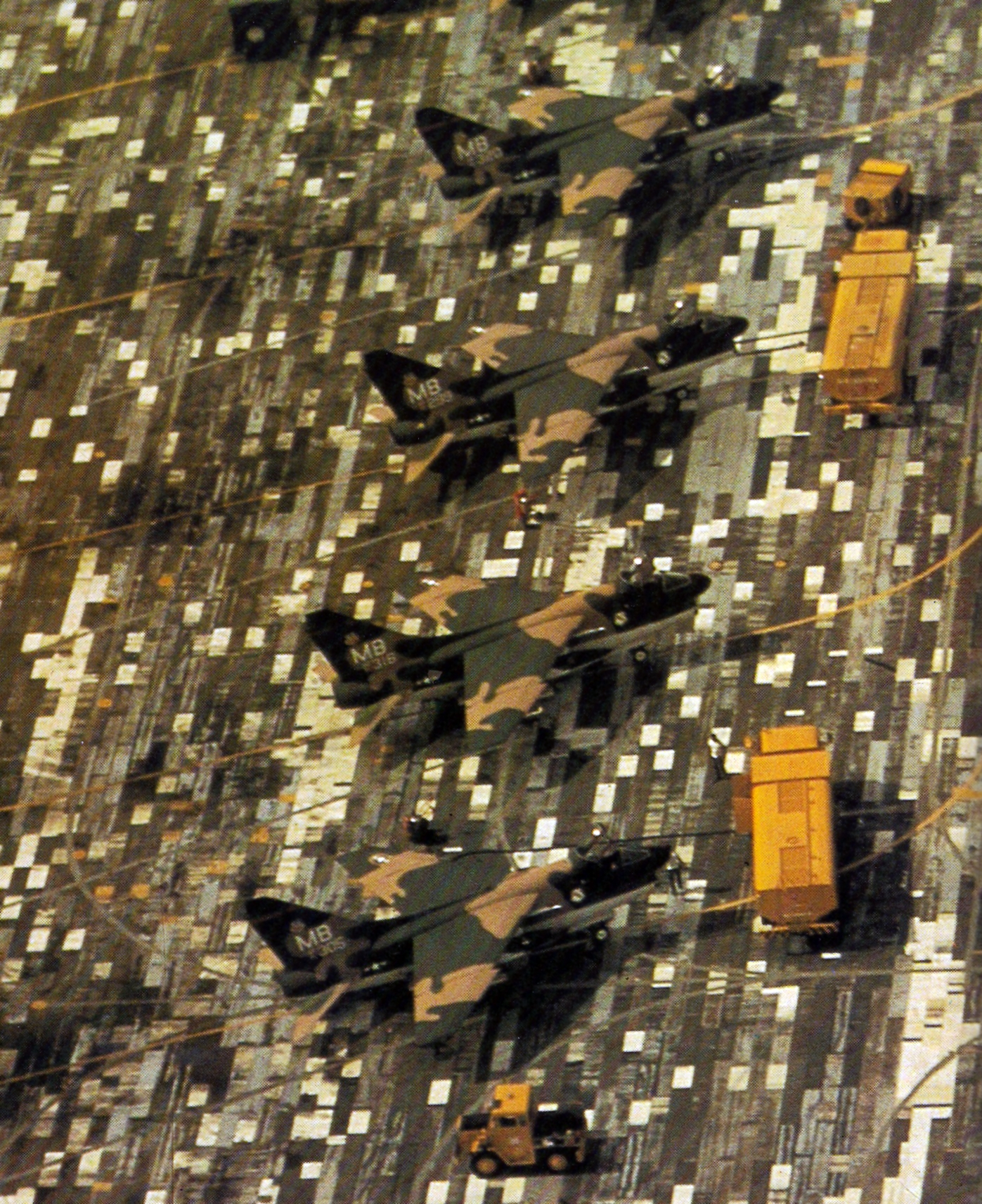
طائرات A-7D كورسير ذات تمويه مشتت بتصميمها على سطح خرساني مطلي بطريقة مشتتة، تايلاند، 1972.